# 瓦爾興湖
瓦爾興湖（德語：Walchensee），是德國巴伐利亚州的湖泊，位於該國東南部，長6.7公里、寬4.9公里，面積16.3平方公里，海拔高度801米，平均水深81米，最大水深190米。